# Mullan Road (Militärstraße)
Die Mullan Road war eine Militärstraße, die als erste geplante angelegte Straße durch die nördlichen Rocky Mountains führte. Sie führte von Fort Benton in Montana nach Walla Walla (Washington) und wurde von Leutnant John Mullan im Auftrag der Armee geplant und erstellt.

## Geschichte
Die Mullan Road hatte die Aufgabe, Transporte von Truppen und Nachschub über die Rocky Mountains sicherzustellen – vor allem im Zusammenhang mit Feindseligkeiten mit Indianern. Die Straße verband das Becken des Missouri Rivers in den Great Plains mit dem Becken des Columbia Rivers auf dem Columbia Plateau. Da aber schon früh Frieden mit den Indianern im Nordwesten geschlossen worden war, wurde die Straße nur einmal im Jahr 1860 für militärische Zwecke genutzt. Stattdessen wurde die gut ausgebaute Straße eine beliebte Route für Auswanderer und Glückssucher während des Goldrausches in Montana und Idaho in den 1860er Jahren. Anders als der Oregon Trail und andere berühmte Trails der gleichen Zeit war die Mullan Road eine geplante künstlich angelegte Straße. Grundlage der Pläne war die Landvermessungen in den Jahren 1853 bis 1854, der Bau erfolgte in den Jahren 1858 bis 1862.  
Reste der Straße sind heute noch vorhanden. Sie sind in Montana als Kulturdenkmal mit der Nr. 75001080 und in Idaho mit der Nr. 90000548 im National Register of Historic Places (NRHP) aufgeführt. Außerdem steht sie auf der Liste der Denkmäler des Ingenieurbaus der American Society of Civil Engineers (ASCE) als erste geplant gebaute Straße im pazifischen Nordwesten.

## Ausbau
Die Straße wurde für den Verkehr mit Wagen hergerichtet. In der Prärie genügten leichtes Planieren und wenige Brücken, in den Gebirgsabschnitten waren umfangreichere Erdarbeiten und Kunstbauten nötig. Die Flüsse wurden nach Möglichkeit mit Furten gequert, trotzdem mussten über hundert Holzbrücken gebaut werden, deren Länge von ein paar Metern bis weit über 30 m reichte.